# Frank Margerin
Frank Margerin (Parigi, 9 gennaio 1952) è un fumettista francese creatore di Lucien e Rigolo. Ha anche collaborato con la rivista di fumetti Métal Hurlant.
Nel 1992 ha vinto il Grand Prix de la ville d'Angoulême.
Ha creato fra l'altro la serie animata Manu, trasmessa in Francia su La Cinq e France 2 e in Italia su Junior TV, successivamente trasposta anche in alcuni albi a fumetti curati dallo stesso Margerin.
Tra il 1985 e il 1993 Frank Margerin ha lavorato anche con Éditions Vaillant sulla rivista Pif Gadget.